# Buin
Buin est une ville du Chili, située dans la région métropolitaine de Santiago et dans la province de Maipo. La ville compte 70 000 habitants.

## Historique
Elle a été fondée en 1844.